# شهرستان توریسک
توریسک رایون (به لاتین: Turiisk Raion) یک سکونتگاه مسکونی در اوکراین است که در استان ولین واقع شده‌است.

## خصوصیات
توریسک رایون ۲۹٬۰۴۳ نفر جمعیت دارد.